# Spoorlijn Homberg - Moers
De spoorlijn Homberg - Moers was een Duitse spoorlijn en was als spoorlijn 24 onder beheer van DB Netze.

## Geschiedenis
Het traject werd door de Cöln-Mindener Eisenbahn-Gesellschaft geopend op 1 januari 1883. In 1908 is de lijn gesloten en opgebroken.  

## Aansluitingen
In de volgende plaatsen is of was er een aansluiting op de volgende spoorlijnen:
Homberg
DB 2332, spoorlijn tussen Trompet en Duisburg-Homberg
Moers
DB 9258, spoorlijn tussen Krefeld en Moers